# BAFTA Award for Best Film Music
De BAFTA Award voor beste originele score (Engels: BAFTA Award for Best Original Score) is een prijs die sinds 1968, onder verschillende namen, jaarlijks wordt uitgereikt door de BAFTA aan componisten van filmmuziek tijdens de British Academy Film Awards.

## Oorsprong en naamsveranderingen
De prijs werd initieel de Anthony Asquith Memorial Award of Anthony Asquith Award for Original Film Music genoemd ter nagedachtenis aan de Britse regisseur Anthony Asquith die in februari van 1968 is overleden. Het Anthony Asquith Herdenkingsfonds eerde de winnaars met een uit saliegroen jaspis vervaardigd Wedgwood-bord waarop de beeltenis stond van Asquith. De naam van de prijs is in de decennia erna diverse keren gewijzigd. In 1979 werd de naam gewijzigd naar: Original Film Music (1980-1981, 1991-1992), Score for a Film (1982-1988, 1993) en Original Film Score (1989-1990). Van 1994 tot en met 2006 droeg de prijs weer de naam van Asquith. Hierna werd de naam gewijzigd naar Music (2007-2009), Original Music (2010-2018) en Original Score (vanaf 2019).

## Winnaars en genomineerden
Films gerangschikt op jaar van uitgifte, uitreiking het volgende jaar.
1968: The Lion in Winter – John Barry
- The Charge of the Light Brigade – John Addison
- Vivre pour vivre – Francis Lai
- Romeo and Juliet – Nino Rota

1969: Z – Mikis Theodorakis
- Secret Ceremony – Richard Rodney Bennett
- The Thomas Crown Affair – Michel Legrand
- Women in Love – Georges Delerue

1970: Butch Cassidy and the Sundance Kid – Burt Bacharach
- Alice's Restaurant – Arlo Guthrie
- Figures in a Landscape – Richard Rodney Bennett
- The Railway Children – Johnny Douglas

1971: Summer of '42 – Michel Legrand
- Little Big Man – John Hammond
- Shaft – Isaac Hayes
- Trafic – Charles Dumont

1972: The Godfather – Nino Rota
- Lady Caroline Lamb – Richard Rodney Bennett
- The Tragedy of Macbeth – Third Ear Band
- Young Winston – Alfred Ralston

1973: O Lucky Man! – Alan Price
- Pat Garrett and Billy the Kid – Bob Dylan
- Sounder – Taj Mahal
- State of Siege – Mikis Theodorakis

1974: Murder on the Orient Express – Richard Rodney Bennett
- Chinatown – Jerry Goldsmith
- La bonne année – Francis Lai
- Serpico – Mikis Theodorakis
- The Three Musketeers – Michel Legrand

1975: Jaws en The Towering Inferno – John Williams
- The Godfather Part II – Nino Rota
- The Taking of Pelham One Two Three – David Shire
- The Wind and the Lion – Jerry Goldsmith

1976: Taxi Driver – Bernard Herrmann
- Bugsy Malone – Paul Williams
- One Flew Over the Cuckoo's Nest – Jack Nitzsche
- The Slipper and the Rose – Richard Sherman en Robert Sherman

1977: A Bridge Too Far – John Addison
- Equus – Richard Rodney Bennett
- The Spy Who Loved Me – Marvin Hamlisch
- A Star Is Born – Paul Williams, Barbra Streisand, Kenny Ascher, Rupert Holmes, Leon Russell, Kenny Loggins, Alan Bergman, Marilyn Bergman en Donna Weiss

1978: Star Wars – John Williams
- Close Encounters of the Third Kind – John Williams
- Julia – Georges Delerue
- Saturday Night Fever – Barry Gibb, Maurice Gibb en Robin Gibb

1979: Days of Heaven – Ennio Morricone
- Alien – Jerry Goldsmith
- Apocalypse Now – Carmine Coppola en Francis Ford Coppola
- Yanks – Richard Rodney Bennett

Original Film Music
1980: The Empire Strikes Back – John Williams
- Breaking Glass – Hazel O'Connor
- Fame – Michael Gore
- Flash Gordon – John Deacon, Brian May, Freddie Mercury, Roger Taylor en Howard Blake

1981: The French Lieutenant's Woman – Carl Davis
- Arthur – Burt Bacharach
- Chariots of Fire – Vangelis
- Raiders of the Lost Ark – John Williams

Score for a Film
1982: E.T. the Extra-Terrestrial – John Williams
- Blade Runner – Vangelis
- Gandhi – George Fenton en Ravi Shankar
- Missing – Vangelis

1983: Merry Christmas, Mr. Lawrence – Ryuichi Sakamoto
- Flashdance – Giorgio Moroder
- Local Hero – Mark Knopfler
- An Officer and a Gentleman – Jack Nitzsche

1984: Once Upon a Time in America – Ennio Morricone
- Carmen – Paco de Lucía
- The Killing Fields – Mike Oldfield
- Paris, Texas – Ry Cooder

1985: Witness – Maurice Jarre
- Beverly Hills Cop – Harold Faltermeyer
- The Emerald Forest – Brian Gascoigne en Junior Homrich
- A Passage to India – Maurice Jarre

1986: The Mission – Ennio Morricone
- Out of Africa – John Barry
- A Room with a View – Richard Robbins
- Round Midnight – Herbie Hancock

1987: The Untouchables – Ennio Morricone
- Cry Freedom – George Fenton en Jonas Gwangwa
- Hope and Glory – Peter Martin
- Wish You Were Here – Stanley Myers

1988: Empire of the Sun – John Williams
- Bird – Lennie Niehaus
- The Last Emperor – Ryuichi Sakamoto, David Byrne en Cong Su
- Moonstruck – Dick Hyman

Original Film Score
1989: Dead Poets Society – Maurice Jarre
- Dangerous Liaisons – George Fenton
- Mississippi Burning – Trevor Jones
- Working Girl – Carly Simon

1990: Cinema Paradiso – Andrea Morricone en Ennio Morricone
- The Fabulous Baker Boys – Dave Grusin
- Memphis Belle – George Fenton
- Postcards from the Edge – Carly Simon

Original Film Music
1991: Cyrano de Bergerac – Jean-Claude Petit
- Dances with Wolves – John Barry
- The Silence of the Lambs – Howard Shore
- Thelma & Louise – Hans Zimmer

1992: Strictly Ballroom – David Hirschfelder
- Beauty and the Beast – Howard Ashman en Alan Menken
- Hear My Song – John Altman
- The Last of the Mohicans – Randy Edelman en Trevor Jones

Score for a Film
1993: Schindler's List – John Williams
- Aladdin – Alan Menken
- The Piano – Michael Nyman
- Sleepless in Seattle – Marc Shaiman

Anthony Asquith Award for Original Film Music
1994: Backbeat – Don Was
- The Adventures of Priscilla, Queen of the Desert – Guy Gross
- Four Weddings and a Funeral – Richard Rodney Bennett
- The Lion King – Hans Zimmer

1995: The Postman (Il postino) - Luis Enríquez Bacalov
- Braveheart – James Horner
- The Madness of King George – George Fenton
- Sense and Sensibility – Patrick Doyle

1996: The English Patient – Gabriel Yared
- Brassed Off – Trevor Jones
- Evita – Tim Rice en Andrew Lloyd Webber
- Shine – David Hirschfelder

1997: Romeo + Juliet – Nellee Hooper, Craig Armstrong en Marius de Vries
- The Full Monty – Anne Dudley
- L.A. Confidential – Jerry Goldsmith
- Titanic – James Horner

1998: Elizabeth – David Hirschfelder
- Hilary and Jackie – Barrington Pheloung
- Saving Private Ryan – John Williams
- Shakespeare in Love – Stephen Warbeck

1999: American Beauty – Thomas Newman
- Buena Vista Social Club – Ry Cooder en Nick Gold
- The End of the Affair – Michael Nyman
- The Talented Mr. Ripley – Gabriel Yared

2000: Crouching Tiger, Hidden Dragon – Tan Dun
- Almost Famous – Nancy Wilson
- Billy Elliot – Stephen Warbeck
- Gladiator – Lisa Gerrard en Hans Zimmer
- O Brother, Where Art Thou? – T Bone Burnett en Carter Burwell

2001: Moulin Rouge! – Craig Armstrong en Marius de Vries
- Amélie – Yann Tiersen
- The Lord of the Rings: The Fellowship of the Ring – Howard Shore
- Mulholland Drive – Angelo Badalamenti
- Shrek – Harry Gregson-Williams en John Powell

2002: The Hours – Philip Glass
- Catch Me If You Can – John Williams
- Chicago – Fred Ebb, Danny Elfman en John Kander
- Gangs of New York – Howard Shore
- The Pianist – Wojciech Kilar

2003: Cold Mountain – T Bone Burnett en Gabriel Yared
- Girl with a Pearl Earring – Alexandre Desplat
- Kill Bill: Volume 1 – RZA
- The Lord of the Rings: The Return of the King – Howard Shore
- Lost in Translation – Brian Reitzell en Kevin Shields

2004: The Motorcycle Diaries (Diarios de motocicleta) – Gustavo Santaolalla
- The Aviator – Howard Shore
- The Chorus (Les Choristes) – Bruno Coulais
- Finding Neverland – Jan A.P. Kaczmarek
- Ray – Craig Armstrong

2005: Memoirs of a Geisha – John Williams
- Brokeback Mountain – Gustavo Santaolalla
- The Constant Gardener – Alberto Iglesias
- Mrs. Henderson Presents – George Fenton
- Walk the Line – T Bone Burnett

2006: Babel – Gustavo Santaolalla
- Casino Royale – David Arnold
- Dreamgirls – Henry Krieger
- Happy Feet – John Powell
- The Queen – Alexandre Desplat

Best Music
2007: La Vie en Rose – Christopher Gunning
- American Gangster – Marc Streitenfeld
- Atonement – Dario Marianelli
- The Kite Runner – Alberto Iglesias
- There Will Be Blood – Jonny Greenwood

2008: Slumdog Millionaire – A.R. Rahman
- The Curious Case of Benjamin Button – Alexandre Desplat
- The Dark Knight – James Newton Howard en Hans Zimmer
- Mamma Mia! – Benny Andersson en Björn Ulvaeus
- WALL-E – Thomas Newman

2009: Up – Michael Giacchino
- Avatar – James Horner
- Crazy Heart – T Bone Burnett en Stephen Bruton
- Fantastic Mr. Fox – Alexandre Desplat
- Sex & Drugs & Rock & Roll – Chaz Jankel

### 2010-2019
| Jaar                             | Film                                      | Componist(en) |
| -------------------------------- | ----------------------------------------- | ------------- |
| 2010 (64e)                       |                                           |               |
| The King's Speech                | Alexandre Desplat                         |               |
| 127 Hours                        | A.R. Rahman                               |               |
| Alice in Wonderland              | Danny Elfman                              |               |
| How to Train Your Dragon         | John Powell                               |               |
| Inception                        | Hans Zimmer                               |               |
| 2011 (65e)                       |                                           |               |
| The Artist                       | Ludovic Bource                            |               |
| The Girl with the Dragon Tattoo  | Trent Reznor en Atticus Ross              |               |
| Hugo                             | Howard Shore                              |               |
| Tinker Tailor Soldier Spy        | Alberto Iglesias                          |               |
| War Horse                        | John Williams                             |               |
| 2012 (66e)                       |                                           |               |
| Skyfall                          | Thomas Newman                             |               |
| Anna Karerina                    | Dario Marianelli                          |               |
| Argo                             | Alexandre Desplat                         |               |
| Life of Pi                       | Mychael Danna                             |               |
| Lincoln                          | John Williams                             |               |
| 2013 (67e)                       |                                           |               |
| Gravity                          | Steven Price                              |               |
| 12 Years a Slave                 | Hans Zimmer                               |               |
| The Book Thief                   | John Williams                             |               |
| Captain Phillips                 | Henry Jackman                             |               |
| Saving Mr. Banks                 | Thomas Newman                             |               |
| 2014 (68e)                       |                                           |               |
| The Grand Budapest Hotel         | Alexandre Desplat                         |               |
| Birdman                          | Antonio Sánchez                           |               |
| Interstellar                     | Hans Zimmer                               |               |
| The Theory of Everything         | Jóhann Jóhannsson                         |               |
| Under the Skin                   | Mica Levi                                 |               |
| 2015 (69e)                       |                                           |               |
| The Hateful Eight                | Ennio Morricone                           |               |
| Bridge of Spies                  | Thomas Newman                             |               |
| The Revenant                     | Ryuichi Sakamoto en Alva Noto             |               |
| Sicario                          | Jóhann Jóhannsson                         |               |
| Star Wars: The Force Awakens     | John Williams                             |               |
| 2016 (70e)                       |                                           |               |
| La La Land                       | Justin Hurwitz                            |               |
| Arrival                          | Jóhann Jóhannsson                         |               |
| Jackie                           | Mica Levi                                 |               |
| Lion                             | Dustin O'Halloran en Hauschka             |               |
| Nocturnal Animals                | Abel Korzeniowski                         |               |
| 2017 (71e)                       |                                           |               |
| The Shape of Water               | Alexandre Desplat                         |               |
| Blade Runner 2049                | Benjamin Wallfisch en Hans Zimmer         |               |
| Darkest Hour                     | Dario Marianelli                          |               |
| Dunkirk                          | Hans Zimmer                               |               |
| Phantom Thread                   | Jonny Greenwood                           |               |
| 2018 (72e)                       |                                           |               |
| A Star Is Born                   | Bradley Cooper, Lady Gaga en Lukas Nelson |               |
| BlacKkKlansman                   | Terence Blanchard                         |               |
| If Beale Street Could Talk       | Nicholas Britell                          |               |
| Isle of Dogs                     | Alexandre Desplat                         |               |
| Mary Poppins Returns             | Marc Shaiman                              |               |
| 2019 (73e)                       |                                           |               |
| Joker                            | Hildur Guðnadóttir                        |               |
| 1917                             | Thomas Newman                             |               |
| Jojo Rabbit                      | Michael Giacchino                         |               |
| Little Women                     | Alexandre Desplat                         |               |
| Star Wars: The Rise of Skywalker | John Williams                             |               |

### 2020-2029
| Jaar                  | Film                                      | Componist(en) |
| --------------------- | ----------------------------------------- | ------------- |
| 2020 (74e)            |                                           |               |
| Soul                  | Jon Batiste, Trent Reznor en Atticus Ross |               |
| Mank                  | Trent Reznor en Atticus Ross              |               |
| Minari                | Emile Mosseri                             |               |
| News of the World     | James Newton Howard                       |               |
| Promising Young Woman | Anthony Willis                            |               |
| 2021 (75e)            |                                           |               |
| Dune                  | Hans Zimmer                               |               |
| Being the Ricardos    | Daniel Pemberton                          |               |
| Don't Look Up         | Nicholas Britell                          |               |
| The French Dispatch   | Alexandre Desplat                         |               |
| The Power of the Dog  | Jonny Greenwood                           |               |

## Trivia
Filmcomponist John Williams is gebleken de succesvolste componist te zijn in deze categorie met zestien nominaties waarvan hij zevenmaal de prijs heeft gewonnen. Componist Ennio Morricone is de enige die in opeenvolgende jaren heeft gewonnen met zijn muziek voor de films The Mission (1986) en The Untouchables (1987). Morricone heeft ook de hoogste succesratio, van de zes keer dat hij is genomineerd heeft hij ook zes keer gewonnen.